# الجميلة العارية (لوحة)
أكتملت لوحة المرأة الجميلة العارية للفنان الأسبانى" جويا فرانسسكو" من عام 1790ـ1800. عرضت اللوحة في متحف بردوا ب مدريد. قد منع رسم لوحات المرأة العارية بأمر من الكنيسة الكاثوليكية ولكن رسمت اللوحة أستجابة لرغبة الرئيس الإسباني "مانويل جودي. شاركت اللوحة بمجموعة جودي في 12 أكتوبر، حيث وصفت اللوحة أمرأة عارية ممددة على السرير. أصبحت اللوحة أحد المعالم الخيالية الشهوانية في القرن التاسع عشر. أستطاع الرسام أن يصل إلى النظرة الشهوانية للمرأة حيث تنظر موديل الماجا العارية إلى عيون المشاهد بوضوح مثل الموديل لوحة الماجا المرتدية لثيابها.قد علق جويا على هذا الوصف في العالم الخيالي حيث يوجد دوافع وراء فعل الخطئية المخجلة المتعلقة بالنساء.صرح المؤرخ "ثيدور" وجهة نظره المتعلقة باللوحة قائلا: قد تعثر الفنان جويا بالتركيز حول البناء الجسدي الحقيقي للمرأة العارية. حيث لم يرفض أي شخص الرسم الذي قد يتسم بالحيوية والقوة. فقد ظهر تلك الخصائص بوضوح في لوحات الفنان جويا.رسم جويا لوحة الماجا المرتدية لثيابها من عام 18902 ألى عام 1805 استجابة لرغبة الرئيس الأسباني جودي. كان الموديل بداخل اللوحتين ممددة على السرير تنظر بوضوح إلى عيون المشاهد. وصف ذلك الموديل امرأة حقيقة ولو تكن شخصية خرافية. يبدو أن جويا كان يعيش في تلك الفترة. وجد شائعات تتعلق بالمرأة المتواجدة باللوحة لكن لم يثبت صحة تلك الإدعاءات اتجاه تلك اللوحة.

## الماجا

### تعريف اللوحة
احتلت اللوحة مكانة متاميزة بداخل الفن المدريدي اعتبارا من القرن التاسع عشر. اهتم بالسيدات ذات الملابس الملفتة المتحدثون اللغة الأسبانية بلمنة من الاحترام والأدب. فقد دعم أصحاب هذا الأسلوب والأفكار الجيدة الممتلئة بالطاقة على الرغم من أنها تنبع من أقل طبقات المجتمع. ظهرت جهود الماجا لتقليد النبلاء لكي يبدوا كالنبلاء. قد أوضح السفير الفرنسي بأسبانيا بعض النقاط المتعلقة بالماجا في عام 1788:"تبدو الماجا واضحة من الكلام وأعمال الرذيلة. ظهروا كأشخاص غير محصنين ووقاحين. فقد أقتربوا إلى النبلاء بكل الصفات التي تنال الإعجاب مثل ارتدائهم ملابس مفعمة بالحياة. لكنها لم تكن أكثر جاذبية من العقل الممتلئ بالتصرفات قليلة الحياء. أصبح التيار الرومانسي معروف بعد انتشاره بأوروبا. كانت تستخدم النظرة الشهوانية في فن الماجات مقابلة إلى النظرة العرفية والجنسية. أعجب الماجا بالسيدات الأسبانية النبيلة. فبدأت الماجا بالقرن التاسع عشر بمحاكاة السيدات الإسبانية في أسلوب حياتهم وطريقة ارتدائهم للملابس. أصبحت السيدات الإسبانيات أحد الوسائل المستخدمة في القرن التاسع عشر في حروب الحريات. فقد بدأ بهدم أسلوب التفكير والعادات القديمة ومناقشة الموضوعات التي تتعلق بالحرية، لم يمنعوا هؤلاء السيدات في الحروب.على سبيل المثال فقد حطموا بعض القواعد في تلك الفترة مثل عدم كشف أقدام السيدات وأن تغطي التنورة الأحذية. قد رسم جويا في لوحاته سيدات ذات تنورات قصيرة جدا. احتلت لوحات الماجا مكانة كبيرة بهدم لوحات الأخلاقية والفكرية.

### جويا والماجات
أصبح الماجات موضع لوحات الفنان جويا، أظهر جويا في لوحاته ملابس الماجا. أشير بداخل اللوحة إلى الدوقة. كتب جويا في المكان الذي أشار إليه منفردا بنفسه. قد رسم في عام 1799لوحة الأميرة «ماريا لوسيا» وهي محجبة. فقد رسم جويا في لوحاته النبلاء الأستقراطين وأراد أن يرسم أيضا الماجا حيث رسم في لوحاته الماجا الحقيقة التي تنمى إلى أقل طبقات المجتمع. أعتقد جويا أنه يمكن أن يزيد التمجيد للنبلاء وأن يقلل الدين والجهل في المجتمع. كانت الماجا أحد الخطوات المهمة لعصر الديمقراطية. حيث بعدت الماجا الأشخاص الساذجين المثالين. أصبحت الماجا أقرب للكنيسة. فكانت السيدة العارية أحد الأمثلة الأكثر شهوة. من ناحية أخرى أزدات الماجا التي رسمها جويافى مجموعة النزوات من عام 1796ألى عام 1797. أستمرت كالنزوات. كلمة نزوة هي كلمة من أصل أيطالى، هي كلمة تعنى «الخروج عن القواعد». فقد أنتبه الرسام ألى الحياه الشخصية ووجهات النظر السياسية. حيث أعتقد بأمكان أستمرار نزوات الماجا. وقد دعمت ألبا الدوقة الفنان جويا في لوحاته.

## الشرح
شهد المسرح الفني لمدة خمس عشر عام من القرن التاسع عشر أضخم اللوحات للفنان جويا. على الرغم من اختلاف أعماله عن بعضها مثل كوارث الحرب و 3مايو 1808 في مدريد والماجا العارية وكرولس وعائلته إلا أنها أصبحت مرجع للفن الحديث. قد رسم جويا تلك اللوحة من عام 1790ألى عام 1800 من أجل الملك الإسباني جودى وحبيبته الأميرة الأسبانية ماريا. في تلك الفترة كانت الكنيسة الأسبانية تمنع رسم لوحات المرأة العارية. قد تولى الأمر في القرن الثامن عشر حكم سلالتين ملكية أعطت الأمر بإحراق كل اللوحات العارية في المجموعة الملكية. لم تدمر تلك اللوحات في حكم "دايجو فيتتين". دعم النبلاء بجهود مكثفة ذلك الفن المنتشر في القصر. قد استمتع جويا من اعجاب المشاهدين عندما رأو لوحة الماجا العارية. في عام 1831 عاد الملك فرندوا إلى الحكم الإسباني. فقد أسس من جديد المملكة المستبدة والكنيسة الكاثولكية. حيث حققت امتيازات الكنيسة. تم مصادرة مجموعة الرئيس القديمة في نفس العام. قد اتهمت لوحة الماجا بتأثيرها الضار على إصلاح المجتمع. في عام 1815اتهم جويا برسم امرأة مستلقاة على السرير تبدو كالماجا. في 16مارس استدعي من أجل الإستجواب في تلك الموضوعات ما سبب رسم تلك اللوحات؟ وإلى من رسمها؟. حيث أنه رسم لوحات عديدة من أجل جودي. أصبح جويا في مأزق بسبب رسمه لتلك اللوحات ولكن دعمه الفرنسين في الماضي. لكن لم يعاقب الرسام وبدأ إلى مشاهدة تغيرات الكنيسة عن قرب. قد ذكر محاكمة جويا في نهاية الأمر. في تلك الفترة كان يوجد ضغط ديني على الفن الإسباني. فقد استضاف الرئيس الإسباني الرسام جويا في منزله بهدف رسم اللوحة حيث فكر أن يشاهد أحد اللوحتين. كانت الماجا المرتدية لثيابها ترتدي في اللوحة الخفاف الملونة والسراويل الواسعة. حيث ارتدت الموديل في اللوحة الملابس التركية المعروفة في فرنسا وأنجلترا في القرن الثامن عشر"
كانت اللوحة «جون أغسطس» أحد الأمثلة الجيدة الموجودة لدى الفن الأوربي. كان يوجد بعض بعض الاختلافات بين لوحتي الماجا العارية والماجا المرتدية لثيابها. على سبيل المثال كان المديل في اللوحة الأولى ذات وجه شاحب وبدون ألوان أما اللوحة الثانية ذات ألوان زاهية.

## تاريخ عرض اللوحة
انضمت لوحة الماجا العارية إلى مجموعة جودى في عام 12 أكتوبر 1800. بدأ الرئيس بعرضها في غرفة منفصلة عن لوحات السيدة العارية. وجد أيضا في تلك الغرفة وصف اللوحة «فيلجا» التي تسمى«فينوس». قد أهدتهم ألبا الدوقة إلى جودي. قد أعلن بأن «جوزيف بونابرت» تولى الحكم وتنحى الرئيس «جودي»، تم مصادرة مجموعة الرئيس القديمة وكانت سبب في إرساله إلى المنفى. حيث أختبئت لوحة الماجا العارية ومجموعة جودي من عام 1808 إلى عام 1813في كلية «سان فرندادو» للفنون الجميلة. في عام 1813تولى الملك "فرندادو" الحكم وأخرج اللوحة من مجموعة الكلية، لكن تم مصادرة اللوحة من قبل الكنيسة الكاثوليكية من عام 1812ألى عام 1836. في عام 1836 دخلت اللوحة مرة أخرى إلى مجموعة سان فرنان وتم نقلها في عام 1901إلى منحف بردوا. عرضت اللوحة منذ ذلك الحين بجانب لوحة الماجا المرتدية لثيابها في متحف بردوا.

## اللوحات المشابه
في القرن الخامس عشر اكتشف تماثيل يونانية ورومانية. بدأ رسم لوحات عديدة بشكل مكثف يضمن موضوع الماجا العارية. في عام 1538 رسم الفنان «تيتان» لوحة أطلق عليها اسم «فينوس» وأصبحت تلك اللوحة رائدة للوحات عديدة. شخصية المديل لم تكن واضحة كالمديل الذي استخدم في لوحة الماجا العارية. وصفت لوحة فينوس بشكل عنصري. يوجد ادعاء بأن المديل المستخدم في لوحة فينوس من طبقة النبلاء. يوجد فتيات أخريات في لوحة الفنان «تيتان» وجد اختلاف بين لوحة فينوس ولوحة الماجا العارية. قد أخذ الفنان تيتيان من الموضوعات الخرافية مصدر إلهام له حيث وصف الألهة اليونانية. في حين أخر لم يتأثر جويا من أي نظرة دينية أو أسطورية في لوحة الماجا. قد رسم الفنان «ديجو» أول لوحة عارية في تاريخ الفن الإسباني بين عام 1651- 1647 قبل الفنان جويا. خمن بأن هذا العمل لوحة العارية الوحيدة. قد زادت أعمال الفنان «ديجو» لكن كان يوجد ضغط على الفن الإسباني من قبل الكنيسة الأسبانية. الفنانون لم يأخذوا الإذن من أجل رسم اللوحات العارية. ولهذا السبب رسم الفنان في لوحة "فينوس" الألهة اليونانية ولم تكن امرأة حقيقية.قد ارتبط هذا الجمال العاري بالأساطير.أحتا أهمية كبيرة أمام العدوان. أبتعد جويا في لوحته الماجا العارية عن النظام الكلاسيكي حينما وصف العري. استخدم جويا العناصر المستفزة التي تصيب المشاهد بالصدمة.

## الموديل
كان الرسام لم يعرف الموديل الذي استخدمه في اللوحة لكنه أستنتج أنها ألبا الدوقة. ألبا الدوقة من أهم النساء الطبقة الأرستقراطية بعد الملكة الإسبانية "ماريا ديل". من الممكن أن يكون هناك معرفة بين جويا وألبا الدوقة في عام 1793. في ذلك الوقت رسم جويا لوحات ألبا الدوقة. في عام 1796 أقيمت الدوقة في سانلوجر في الأندلس وأقيمت في منزل منعزل. ذهب جويا مع الدوقة وفكر أن يقيم هناك فترة. في أواخر عام 1790تم مصادرة الدوقة بسبب لوحات جويا الكثيرة. توفت المرأة الشابة في عام 1804 عن عمر يناهز الأربعين عام. انتشرت شائعات أنها قتلت مسمومة بواسطة الملكة"ماريا لوسيا. كان جويا يشعر بإعجاب اتجاه ألبا الدوقة. شرح الناقد والمؤرخ الفني " روبرت هجهاس" هذه العلاقة قائلا:"أراد جويا فتاه شابة لرجل يبلغ من العمر الستون عاما.كان الرسام الأكثر شهرة في أسبانيا يداعب غرور الدوقة، لكن كأصدقاء فقط.فقد رسم جويا في لوحاته سيدات كثيرة ولكن لايوجد شخص آخر يمكنه أن يصل إلى ذلك المعنى في لوحاته. فقد ادعى تشكيل الدوقة من أجل تلك اللوحة بسبب شعر الموديل المدغل الأسود أم بسبب الدوقة. لكن اختلفت الدوقة عن وجه الموديل المستخدم في لوحة الماجا العارية والماجا المرتدية لثيابها. يوجد ادعاء بأن المديل الذي استخدمه جويا في تلك اللوحة كانت ترتدي التنورة في عام 1790وأيضا كانت المرأة ذات أنف حاد. فقدت تساوت تلك المرأة مع الماجا بلوحة الفنان "جيليستينا". أما الإدعاء الأخر أن المديل الذي تشكل باللوحة يكون أمرأة شابة تدعى "بيتا تودو"، كانت العشق الأكبر للرئيس الإسباني "جودي" هي الملكة الإسبانية "ماريا. لكن تزوج جودي من بيتا حينما كان في المنفى بمدريد بعد رسم لوحة الماجا بثلاثين عام.

## الأثار
لقدتأثر الفنان جويا بأسلوب العديد من الفنانين الفرنسية. حيث ظهر بأعمال جويا تأثره ببعض الفنانين مثل كوربت وكانت. فقد استفاد بالتغيرات الجنسية والحياة الحديثة. أصبح مانت مصدر إلهام أكثر من جويا. كانت رؤية الوسام الماجا العارية سبب صداقته مع تشارلز. التقط الفنان صور عديدة للوحة الماجا العارية حينما ذهب إلى إسبانيا من أجل تشارلز. حينما شاهد الفنان مانت لوحة الماجا العارية، بدأ رسم لوحة الألمبيا مستوحاه من لوحة الملجأ.أضاف الرسام للوحة ألوان مختلفة. فقد كتب مانت خطاب في عام 1870أرسله إلى صديقه بعد زيارته بمدريد:"ذكر مانت لوحة الملجأ المرتدين لثيابها في خطابه لأن الرسام لم يسبق له رؤية الماجا العارية، هناك قول أخر عمل مانت على لوحة الماجا العارية أثناء زيارته لأسبانيا.أشتهر مانت بوجه نظرته للحياة العنصرية الحديثة في لوحة الأولمبياد. على الرغم من ذلك كانت الستائر والسرير بداخل اللوحة التقليدية.فقد رسم جويا لوحة الماجا العارية قبل لوحة الأولمبيا للفنان مانت بخمسين عام وعلى الرغم من ذلك لم يستخدم الستائر في موضوع اللوحة. وضح سيزان وجهة نظره المتعلقة بالماجا وجوبا. لقد أبدع جويا بصورة مجازية في لوحات الماجا العارية والماجا المرتدية لثيابها. كان الموديل في نفس وقت اللوحات. كان جويا صديق ألبا الدوقة.تأثر جويا باللوحات الإسبانية التي رسمت بعد لوحته. كان الفنان "إجوينو" أحد الفنانين الذي تأثر به في لوحاته. يمكنا أن نلاحظ تأثيرات لوحة الماجا العارية التي رسمت في عام 1867. كتب " أندروا" متاب يتعلق بالفنان "أجوينو". عاش الفنان "أنراجو" العازف الأسبانى من فترة 1867 إلى 1916 وقد أنشات أوبرا تدعى "جوياساجس" وقد تأثر بلوحات جويا. أصبحت العلاقة بين جويا وألبا الدوقة أصبحت موضوع فيلم يسمى الماجا العارية وأنتج الفيلم في عام 1959 ولعب "أيفا جردنر" دور رئيسي بالفيلم. ووضح الفيلم العلاقة بين جويا وألبا الدوقة وأيضا تطور الأحداث السياسية في أسبانيا. قد تأثر الكاتب الإنجليزي جون فولز في روايته " الماجا" بلوحة الماجا العارية للفنان جويا.

## التأثيرات
يعد الفنان «برازتلز» أول فنان في التاريخ يصف الموديل المرتدي لثيابه والعاري أيضا. صنع الفنان تماثلين وأطلق عليهم أسم«كندوس أفروديت وكوس أفروديت» في عام 365 قبل الميلاد. أستندت أعمال جويا إلى أسلوب أعمال القرن السابع عشر. في عام 1680 رسم الفنان«جون» لوحة تسمى «البنت كانفر» وهي امرأة سمينة من أجل الملك «كرولس». فقد رسم هذه اللوحة عارية ورسمها أيضا مرتدية لثيابها. كانت المديل في الثامن عشر من عمرها. ألفت الانتباه زيادة الوزن المفرطة. ظهرت المديل المرتد لثيابه الملابس الملونة البيضاء والحمراء. كان الموديل المستخدم في اللوحة قزمة.كان تقليدي استخدم الفنانين الإسبان الموديلات ذات الخصائص الفيزيائية. استخدم جويا في سلسلة النزوات الأقزام أيضا. لكن الرسام في اللوحتين استخدم الماجاتين. لو يصادف في الموديل خصائص هذا النمط.

## الإبداع وصناعة التماثيل
أصبحت أعمال بويا توضح حياته ونظراته الفنية مثل لوحة 3 مايو 1808 و 2 مايو 1808 بمدريد ولوحات الماجا العارية والماجا المرتدية لثيابها. لقد أبدع جويا بتلك الفترة في لوحة الماجا العارية كما فعل في سلسلة النزوات. وقد وضح في تلك اللوحة تأثيرات المشاعر والحياة الجنسية للفتاة الشابة. في اللوحة توجد امرأة عارية ممددة على الكنبة يداها خلف رأسها، حيث تتوحد عيون الموديل مع المشاهد. فقد رسم جويا لوحات عديدة حينما استمر مع ألبا الدوقة ورسمت الفتيات في تلك اللوحات بألوان زاهية بالرغم من ذلك فقد رسم الماجا العارية بدون مكياج وصافية. حيث استخدم الفنان الألوان الساكنة والهادئة مثل الأزرق والرمادي الفاتح والفوشيا بدلا من الألوان الحيوية التي يستخدمها بوجه عام في لوحاته. دعمت الماجا العارية ظهور الموديل بشكل واضح. وكان من الصعب أن يتابع جويا تغيرات الفتيات الإسبانية بسب الضغط الديني على الفتيات وقت الصراعات الداخلية للبلاد. وأثر هذا الوضع أيضا على المسرح الفني بتلك الفترة. فقد رسم فنانون تلك الفترة القديسين والألهة اليونانية. ووضح الفنان بويا التقارب المختلف في سلسلة كوارث الحرب قبل الماجا العارية. فقد رسم «ويليام هوجرت» الشخصيات السياسية الإنجليزية ولم يكن هناك فنان آخر يرسم السيدات في أدوار مختلفة في القرن التاسع عشر والثامن عشر كالفنان جويا. وكان يوجد لوحات بأجساد عارية في لوحة الماجا لم تكن مثل الأعمال الأخرى. حيث أبدع في تلك اللوحة بطريقة حيوية. فقد ابتعد موضوع اللوحة عن مستويات الجمال للمرأة التقليدية. أحضر الرسام نهاية اللوحة بطريقة مجازية وعنصرية. أعطى جويا معلومات تتعلق بمفهوم الجمال للمشاهد. كانت الماجا أحد الأمثلة المهمة التي وضحت الجمال الخارجي. فقد قبلت تلك اللوحة بمقاييس عالمية. فقد ذكر أن تلك اللوحة أول امرأة عارية في التاريخ. وقد تقابل العمل مع أقدم امرأة عارية وسبب هذا إلى خسارة الحداثة التي فقدها جويا أمام الجمهور.فقد جسدت المرأة الحديثة في الماجا. في القرن الثامن عشر لم توضح أساليب المرأة الإسبانية. فقد رسم جويا اللوحة في الوضع الطبيعى حيث كانت لوحة الماجا العارية من أحد اللوحات التي تعرضت للنقد لكن بقت ثابتة أمام هذا النقد بسبب قوة الفنان.

## الوصلات الخارجية
لوحة فينوس [التركية]
لوحة السيدة العارية [التركية]